# Neobatrachus aquilonius
Neobatrachus aquilonius és una espècie de granota que viu a Austràlia.